# First Division (Malta) 1917/18
Die First Division 1917/18 war die siebente Spielzeit in der Geschichte der höchsten maltesischen Fußballliga. Meister wurde zum zweiten Mal Ħamrun Spartans, das sich in einem Entscheidungsspiel gegen den FC St. George’s durchsetzen konnte.

## Modus
Die Saison wurde in einer einfachen Runde ausgetragen. Für einen Sieg gab es zwei Punkte, für ein Unentschieden einen und für eine Niederlage keinen Punkt. Bei Punktgleichheit wurde um die Meisterschaft ein Entscheidungsspiel ausgetragen.

## Abschlusstabelle
| Pl. | Verein              | Sp. | S | U | N | Tore    | Quote | Punkte |
| --- | ------------------- | --- | - | - | - | ------- | ----- | ------ |
| 1.  | Ħamrun Spartans     | 7   | 5 | 2 | 0 | 022:300 | 7,33  | 12:20  |
| 2.  | FC St. George’s (M) | 7   | 6 | 0 | 1 | 018:700 | 2,57  | 12:20  |
| 3.  | Sliema Wanderers    | 7   | 5 | 1 | 1 | 016:300 | 5,33  | 11:30  |
| 4.  | Valletta United     | 7   | 3 | 1 | 3 | 014:900 | 1,56  | 07:70  |
| 5.  | FC Floriana (N)     | 7   | 2 | 3 | 2 | 010:700 | 1,43  | 07:70  |
| 6.  | Paola Rovers (N)    | 7   | 1 | 2 | 4 | 005:110 | 0,45  | 04:10  |
| 7.  | FC Cottonera (N)    | 7   | 1 | 1 | 5 | 004:190 | 0,21  | 03:11  |
| 8.  | Floriana Liberty    | 7   | 0 | 0 | 7 | 005:350 | 0,14  | 0:14   |

Platzierungskriterien: 1. Punkte – 2. Playoff (nur für Meister) – 3. Torquotient
| Zum Saisonende 1917/18:                       |                                                        |
| Maltesischer Meister 1917/18: Ħamrun Spartans |                                                        |
|                                               |                                                        |
| Zum Saisonende 1916/17:                       |                                                        |
| (M)                                           | Amtierender Meister: FC St. George’s                   |
| (N)                                           | Neuaufsteiger: FC Floriana, Paola Rovers, FC Cottonera |

## Kreuztabelle
| 1917/18          | ĦAM | FC St. George’s | Sliema Wanderers | VUN | FC Floriana | PAO | COT | LIB  |
| ---------------- | --- | --------------- | ---------------- | --- | ----------- | --- | --- | ---- |
| Ħamrun Spartans  |     | 4:0             | 0:0              | 1:0 | 0:0         | 3:2 | 2:1 | 12:0 |
| FC St. George’s  | –   |                 | 2:1              | 1:0 | 1:0         | 3:0 | 3:1 | 8:1  |
| Sliema Wanderers | –   | –               |                  | 3:1 | 3:0         | 1:0 | 6:0 | 2:0  |
| Valletta United  | –   | –               | –                |     | 2:2         | 2:0 | 3:0 | 6:2  |
| FC Floriana      | –   | –               | –                | –   |             | 0:0 | 4:0 | 4:1  |
| Paola Rovers     | –   | –               | –                | –   | –           |     | 1:1 | 2:1  |
| FC Cottonera     | –   | –               | –                | –   | –           | –   |     | 1:0  |
| Floriana Liberty | –   | –               | –                | –   | –           | –   | –   |      |

## Playoff-Finale
Die Meisterschaft wurde in einem Entscheidungsspiel zwischen den punktgleichen Mannschaften entschieden.
|                 | Ergebnis |                 |
| --------------- | -------- | --------------- |
| Ħamrun Spartans | 4:2      | FC St. George’s |